# Lista de canções número um na Brasil Hot Popular Songs em 2010
Esta é a lista de canções populares número um na Billboard Hot Popular Songs, em 2010.

## Paradas
| Mês       | Canção                | Cantor(es)                |
| --------- | --------------------- | ------------------------- |
| Janeiro   | "Estrela Cadente"     | Victor & Leo              |
| Fevereiro | "Estrela Cadente"     | Victor & Leo              |
| Março     | "Na Base do Beijo"    | Ivete Sangalo             |
| Abril     | "E Daí?"              | Guilherme & Santiago      |
| Maio      | "Tapa na Cara"        | Zezé Di Camargo e Luciano |
| Junho     | "Tapa na Cara"        | Zezé Di Camargo e Luciano |
| Julho     | "Amo Noite e Dia"     | Jorge & Mateus            |
| Agosto    | "Amo Noite e Dia"     | Jorge & Mateus            |
| Setembro  | "Tá Vendo Aquela Lua" | Exaltasamba               |
| Outubro   | "Adrenalina"          | Luan Santana              |
| Novembro  | "Adrenalina"          | Luan Santana              |
| Dezembro  | "Adrenalina"          | Luan Santana              |